# 韋弗敦 (紐約州)
韋弗敦（英語：Wevertown）是位於美國紐約州沃倫縣的非建制地區。

## 歷史
韋弗敦的郵局自1859年營運至今。

## 地理
韋弗敦所處的海拔為高於海平面325米（即1066英呎），而該地所採用的時區為UTC-5，即北美东部时区（EST）。同時該地設有夏令時間，為UTC-5調快一小時，即UTC-4（EDT）。